# Gaterslebener Kultur
Die Gaterslebener Kultur (auch Gaterslebener Gruppe) ist eine archäologische Kultur der Jungsteinzeit im Mittelelbe-Saale-Gebiet. Sie bestand von etwa 4300 bis 3900 v. Chr. und gehört damit in der Chronologie von Jens Lüning zum Jungneolithikum. Sie wurde von Ulrich Fischer 1953 nach dem Gräberfeld von Gatersleben im Salzlandkreis (Sachsen-Anhalt) benannt.

## Chronologie
Die Gaterslebener Kultur bestand etwa von 4300 bis 3900 v. Chr. und gehört damit dem Frühneolithikum der dreistufigen mitteldeutschen Chronologie bzw. dem Jungneolithikum gemäß der fünfstufigen Chronologie nach Jens Lüning an. Sie folgt in Mitteldeutschland auf die Stichbandkeramik und Rössener Kultur und ist stilistisch ein Ausläufer der Lengyel-Kultur. Ihr Auftreten ist mit der unbemalten Stufe Lengyel III zu parallelisieren. Eine etwa zeitgleiche Erscheinung in Süddeutschland ist die Münchshöfener Kultur.

## Verbreitung
Aussagen zur Verbreitung sind beim gegenwärtigen Forschungsstand nur eingeschränkt möglich. Dies liegt zum einen an der vergleichsweise geringen Anzahl an Fundorten (Christoph Steinmann listete 1994 nur 73 auf), zum anderen an der umstrittenen kulturellen Zuordnung einzelner Fundorte. Dennoch lassen sich drei Hauptsiedlungsgebiete ausmachen: Das erste liegt im mittleren Saalegebiet im nördlichen Thüringen und südlichen Sachsen-Anhalt, ein zweites zwischen dem Harz und der Saalemündung. Zwischen diesen beiden Schwerpunkten befinden sich im Köthener Land mehrere Fundorte mit unklarer kultureller Zuordnung. Der dritte Siedlungsschwerpunkt liegt in Sachsen entlang der Elbe in der Umgebung von Riesa. Hinzu kommen isolierte Fundorte in der östlichen Altmark, im Jerichower Land und in Dresden.
Der namensgebende Fundort ist Gatersleben im Salzlandkreis mit drei Fundstellen. Der bedeutendste Fundort ist das Gräberfeld von Rössen im Saalekreis.

Verbreitungsgebiet der Gaterslebener Kultur in Sachsen-Anhalt, Thüringen und Sachsen
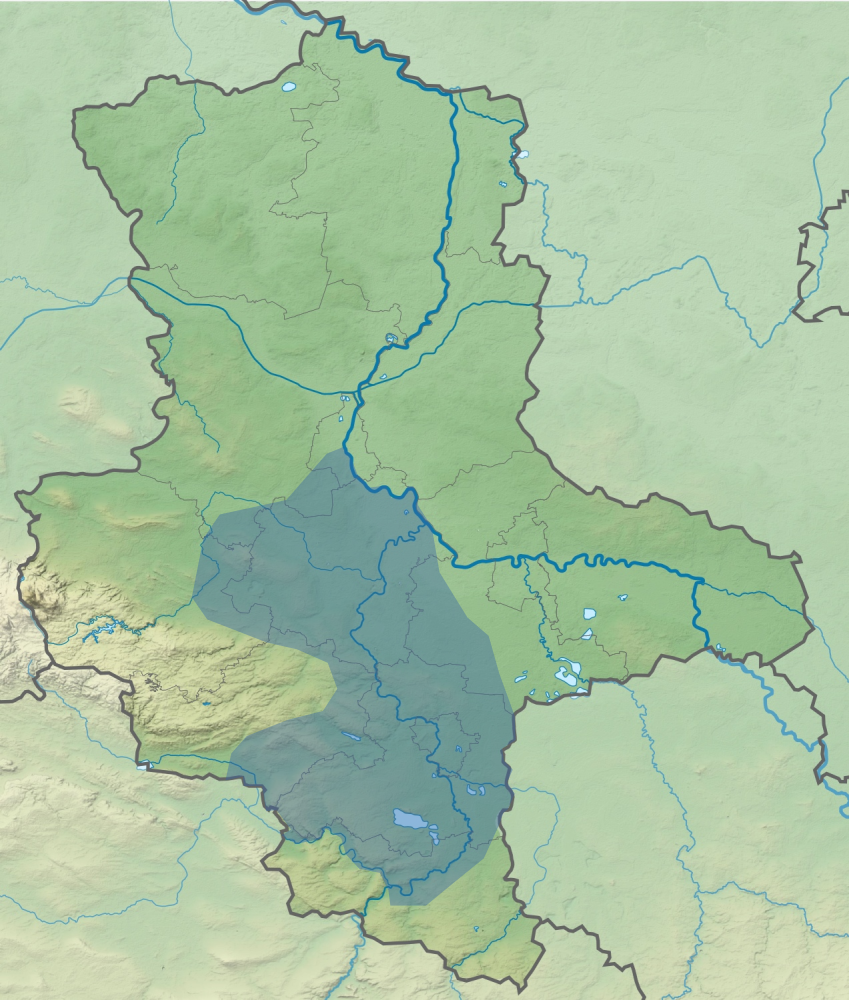
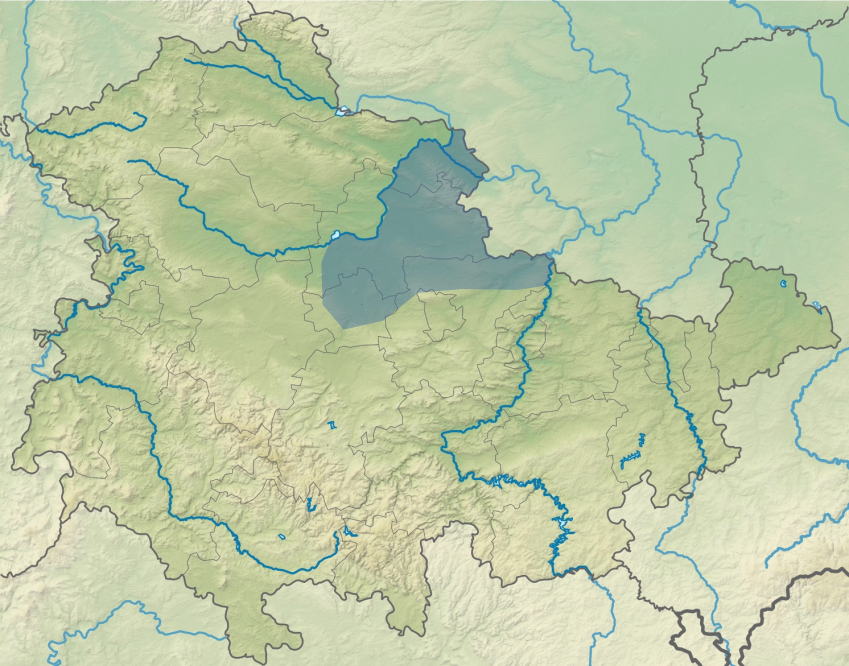
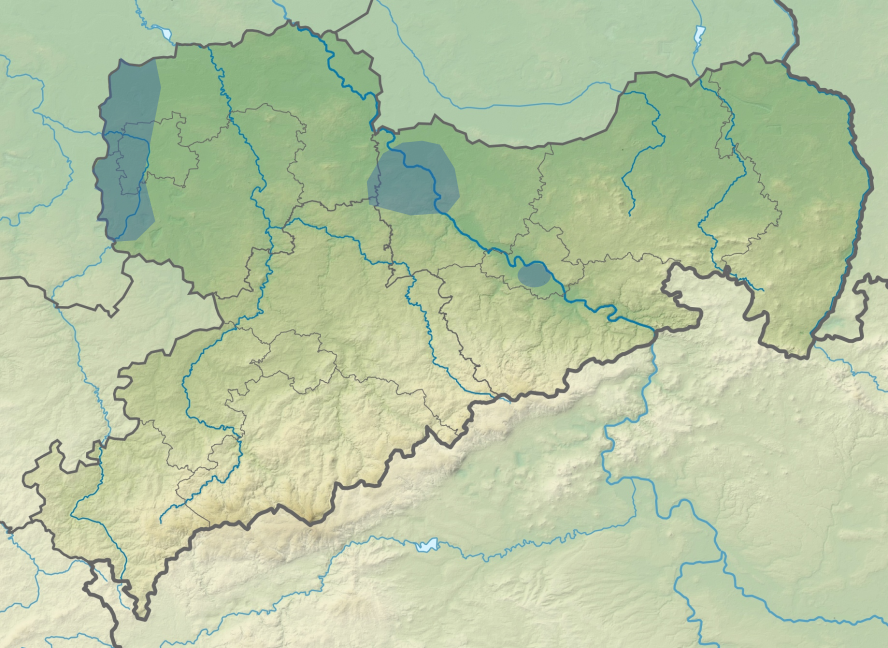

## Materielle Kultur

### Keramik
Die Keramik wird nach Klaus Kroitzsch (1973) in drei Phasen eingeteilt. Es handelt sich um grautonige, meist profilierte Keramik, die zu Beginn der Entwicklung unverziert ist. Charakteristisch sind Kugelbecher, dreigliedrige becherartige Gefäße, Bauchknicktöpfe, konische Näpfe, ösentragende flaschenartige Gefäße und Standfußschalen. Im Laufe der drei Stufen werden die Gefäße immer stärker profiliert.

### Felsgesteingeräte
Typische Felsgesteingeräte sind Äxte und Querbeile. Die Äxte sind gedrungen und keilförmig. Sie besitzen meist einen symmetrischen, gelegentlich auf trapezförmigen Querschnitt. Die Schmalseiten sind meist gewölbt. Das Schaftloch sitzt mittig oder in der Nähe des Nackens.
Die Querbeile haben einen trapezförmigen Umriss und einen plankonvexen Querschnitt. Die Seiten sind unterschiedlich stark gekrümmt. Der Nacken ist leicht gerundet oder abgeschrägt, die Schneide bogenförmig gerundet.
Als seltenere Formen treten Flachhacken und flache Schuhleistenkeile auf, die aber bislang ausschließlich als Grabbeigaben nachgewiesen sind.

### Feuersteingeräte
Die Feuersteingeräte der Gaterslebener Kultur sind vorwiegend unretuschiert. Mit etwa 60 Prozent stellen Klingen und klingenförmige Abschläge die häufigste Form dar. Weiterhin treten Klingenkratzer und atypische Abschläge auf. Selten sind querschneidige Pfeilspitzen und Bogenschaber.

### Knochen- und Geweihgeräte
Knochenwerkzeuge sind nur in geringer Zahl überliefert. Es handelt sich um Pfrieme und pfriemartige Geräte. Auch Äxte und Hacken aus Hirschgeweih sind nachgewiesen.

### Schmuck
Als Schmuckgegenstände sind Ketten, Anhänger, Knöpfe und Armringe nachgewiesen. Als Kettenbestandteile dienten Perlen aus Kalkstein, Marmor und seltener auch Gagat sowie Hirschzähne und Kalksteinimitationen von Hirschzähnen. Die Perlen waren meist scheibenförmig, seltener röhrenförmig. Bei den Anhängern handelt es sich um Muscheln und Miniaturbeile. Es treten einfache Muschelknöpfe sowie Doppelknöpfe aus Muscheln oder Eberzahn auf. Die Armringe bestehen aus Marmor. Möglicherweise sind der Gaterslebener Kultur auch die ersten Metallfunde aus Sachsen-Anhalt zuzuordnen: Aus Grab 7 des Gräberfelds von Rössen sollen zwei kleine Röllchen aus Kupferblech stammen. Ob all diese Schmuckgegenstände für die gesamte Gaterslebener Kultur typisch waren, ist unklar, da Schmuckfunde fast ausschließlich vom Rössener Gräberfeld bekannt sind.

## Siedlungen
Siedlungsplätze sind bislang nur durch Gruben überliefert. Hausgrundrisse sind nicht bekannt.

## Wirtschaftsweise
Auch zur Wirtschaftsweise sind aufgrund der geringen Funde nur sehr beschränkte Aussagen möglich. Als einzige Kulturpflanze konnte Emmer nachgewiesen werden. Knochenfunde belegen die Haltung von Rindern, Schafen, Ziegen und Schweinen sowie die Jagd auf Wildschweine und Hirsche.

## Bestattungen

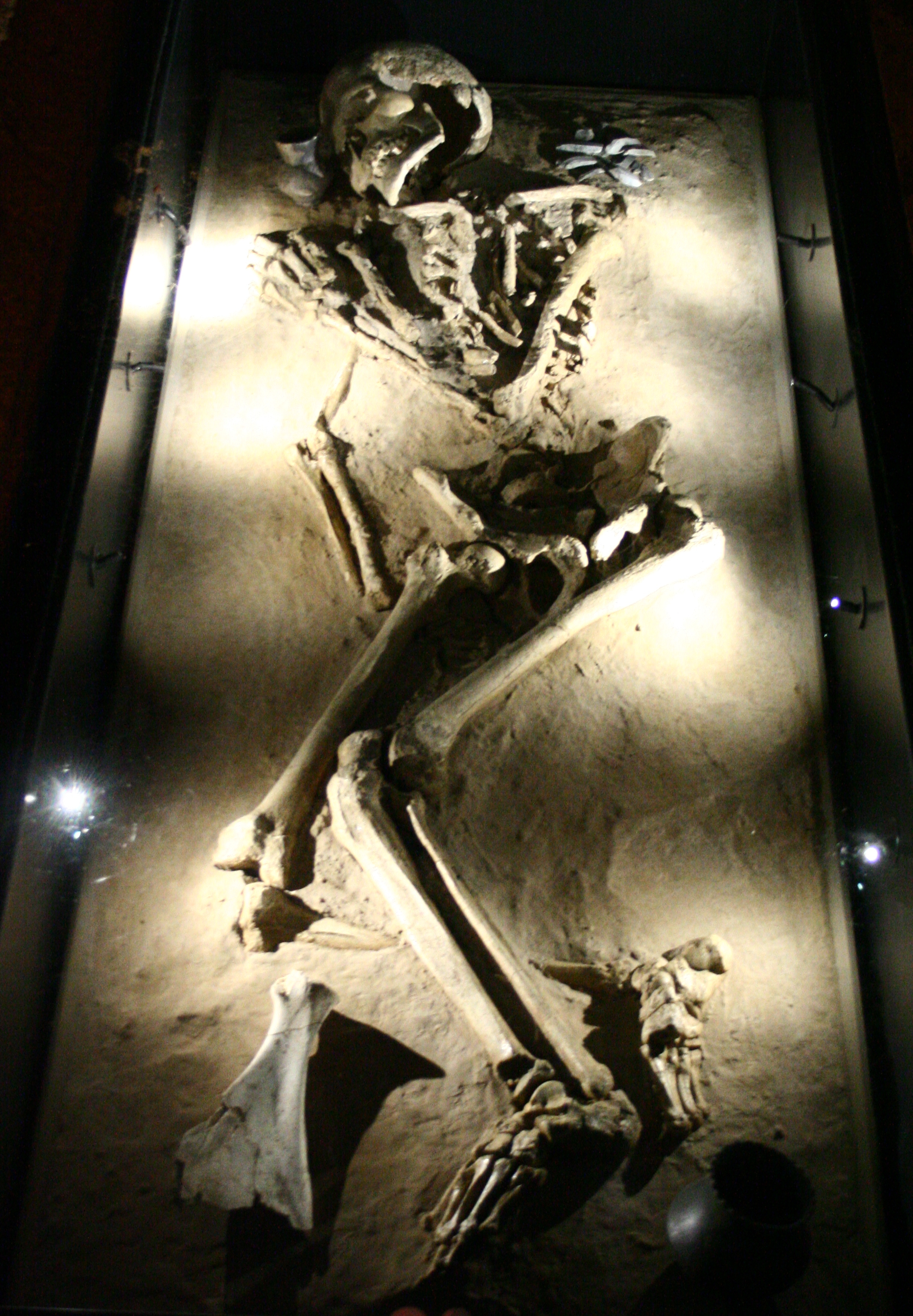
Bestattung der Gaterslebener Kultur vom Gräberfeld von Rössen; Archäologisches Museum Hamburg

Die Toten wurden meist in rechter Hocklage mit dem Kopf nach Süden in Flachgräbern beigesetzt. Vereinzelt kommen auch Brandgräber vor.